# Ascensione (Tintoretto)
L'Ascensione è un dipinto del pittore veneziano Tintoretto realizzato circa nel 1578-1581 e conservato nella Scuola Grande di San Rocco a Venezia.

## Descrizione
Il soggetto del dipinto è l'episodio evangelico dell'Ascensione di Gesù. 
In alto troviamo Gesù Cristo che ascende al cielo sostenuto da angeli tra rametti di palme e d'olivo che simboleggiano il trionfo. In alto a sinistra si nota la presenza di nuvole scure.
Sotto si trovano gli apostoli a destra mentre a sinistra un evangelista con il libro in mano e con la testa piegata a destra.  In mezzo alla composizione appaiono due figure possono essere dei missionari evangelizzatori.